# Francisco Xavier Doutel

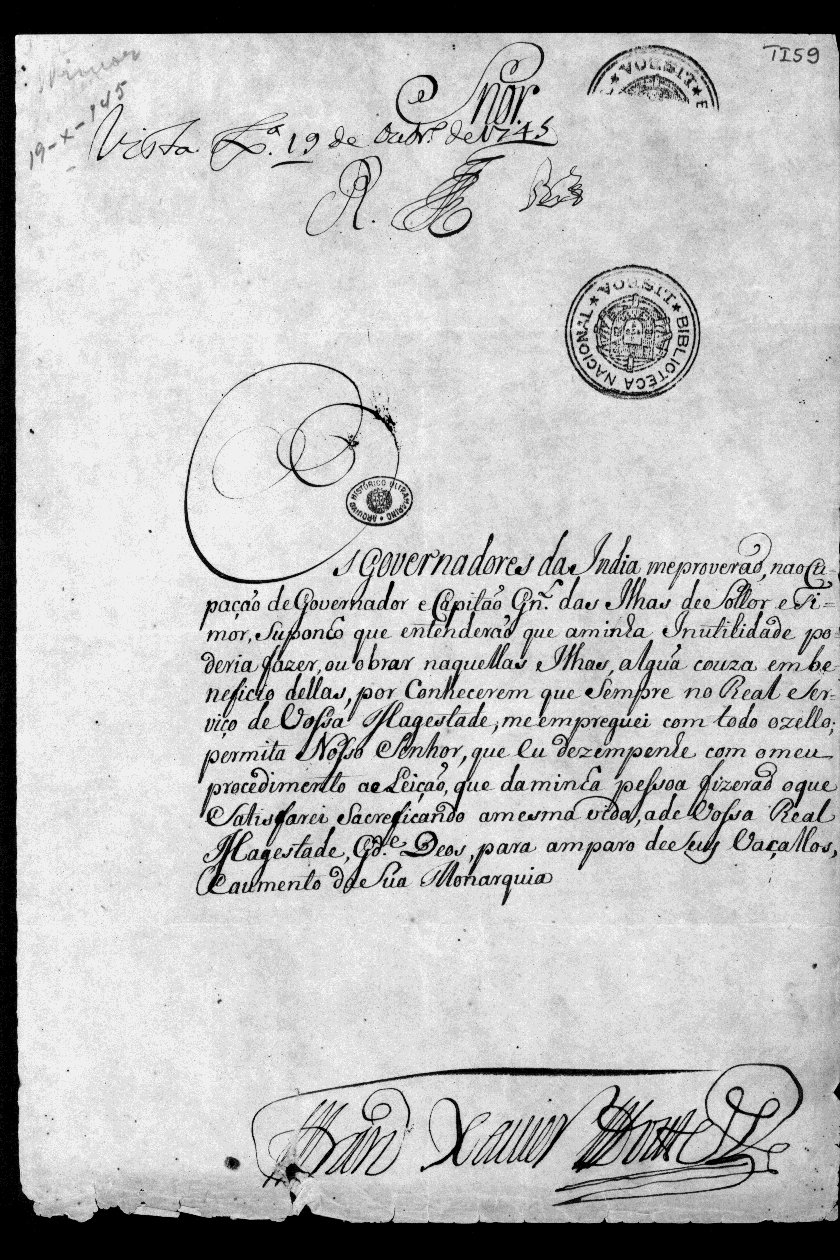
Antrag von Doutel mit Bitte um Ernennung zum Gouverneur an den König (19. Oktober 1745)

Francisco Xavier Doutel (* in Bragança, Portugal; † 1748 in Portugiesisch-Timor?) war ein portugiesischer Händler, Offizier und Kolonialverwalter im 18. Jahrhundert.

## Leben
Doutels direkter Vorfahre hatte sich großen Ruhm erworben, indem er Bragança 1580 gegen die Spanier verteidigte, die nach dem Tod des letzten portugiesischen Königs aus dem Hause Avis die Krone übernahmen.
Doutel ging 1698 nach Macau, wo er sich als Händler etablierte. In weniger als zehn Jahren war er ein wohlhabender Schiffseigentümer, obwohl er immer wieder Verluste hinnehmen musste. So verbrannte die Santa Cruz in Cavite auf den Philippinen und ein weiteres Schiff wurde von Arabern im Golf von Khambhat gekapert. Durch Doutels Heirat mit Francisca Pereira war er mit der reichen Familie Moura verwandt. Durch diese Verwandtschaft wurde Doutel in den Konflikt um die Hochzeit von Maria de Moura e Vasconcellos und António de Albuquerque Coelho verwickelt. Gegen den Willen der Familie setzte Albuquerque Coelho die Eheschließung durch, die Henrique de Noronha, ein Nebenbuhler und Freund Doutels noch durch einen Mordanschlag zu verhindern versuchte. Dies misslang ebenso, wie der Mordplan durch Doutels Schwager und Onkel Marias Francisco Leite Pereira. 1717, mehrere Jahre nach den Vorkommnissen, wurde Albuquerque Coelho in Goa zum Gouverneur von Macau ernannt. Als er aber das Schiff nach Macau besteigen wollte, war es bereits ohne ihn abgefahren. Kapitän und Eigentümer des Schiffes war Doutel. Albuquerque Coelho musste quer durch Indien an die Ostküste reisen und dort ein Schiff chartern, mit dem er erst am 29. Mai 1718 Macau nach einer abenteuerlichen Reise erreichte. Zur Rache an Doutel kam es nicht, auch wenn dieser sich aus Angst zunächst in das Konvent der Franziskaner flüchtete. Der Vizekönig in Goa hatte dies untersagt.
Doutel hatte in Macau verschiedene öffentliche Ämter inne, so war er beisitzender Richter (Ouvidor). Dort ließ er nördlich des Hügels Penha die Kapelle Bom Jesus erbauen, die Namensgeber für die benachbarten Straßen Calçada Bom Jesus und Travessa de Bom Jesus. Die Kirche zerfiel später und wurde ein Ort für Geschichten über Geister, Piraten, verborgene Schätze und Flüche. Im 20. Jahrhundert übernahmen die Karmeliten das Grundstück.
Von 1745 bis 1748 war Doutel Gouverneur von Portugiesisch-Timor und Solor. Möglicherweise starb er auf Timor bereits 1745 oder 1746, allerdings widersprechen sich hier die Quellen und geben auch keine Hinweise, ob ein Regierungsrat (Conselho Governativo) bis zum Eintreffen seines Nachfolgers Manuel Correia de Lacerda die Amtsgeschäfte übernahm, wie es sonst die Regel war.